# 花咲舞無法沉默
《花咲舞無法沉默》（日语：／ Hanasaki Mai ga Damattenai */?），為日本電視台於2014年4月16日至6月18日於水十時段播出的電視連續劇，總共有10集。播出時間為每週三22:00 － 23:00（JST）。台灣緯來日本台自2014年8月19日晚間9點首播，2014年8月20日起每周一至五晚間8點至10點播出。2015年3月27日，電視台宣佈本劇推出續篇，於2015年7月8日至9月16日再次於水十時段播放，總共有11集。
第三季於2024年4月13日起在日本電視台「週六九點連續劇」時段播出，花咲舞一角改由今田美櫻飾演。臺灣由friDay影音、KKTV、Hami Video於2024年4月14日起跟播。

## 簡介
本作為《半澤直樹》的作者池井戶潤的小說《不祥事》（直譯：不吉利的事件）、《銀行總務特命》所改編，本劇首集收視17.2%為本季最高首集收視，被日本媒體稱為「女半澤」。
廣告標語為「花咲舞 26歲，東京第一銀行分行指導班。沒地位、沒權力、沒男友」（花咲舞 26歳、東京第一銀行 臨店班。地位なし、権力なし、彼氏なし。）、「今春，池井戶潤原作的超級女主角將大肆綻放」（この春、池井戸潤原作のスーパーヒロインが咲き誇る!）
本劇主角「花咲舞」原是銀行普通行員，之後被調至總行分行指導班，與被降職的資深行員搭檔，憑著正義的心以及不因權勢而沉默的態度，揭發銀行的醜惡內幕，替受到欺負的弱小行員討回公道，並向迂腐的銀行職場亂象宣戰。

## 播出
本劇搭上《半澤直樹》的風潮，改編自同作者的小說創下首集17.2%的本季最高收視，而本劇的平均收視率16.0%以及最終回收視率18.3%皆拿下本季冠軍，本季前兩名都是池井戶潤所改編的作品（另一部為《羅斯福遊戲》最終回17.6%）。

## 登場人物

### 主要人物
- 花咲舞 - 杏（香港配音：魏惠娥）（第一、二季） / 今田美櫻（第三季）[5]

調查員，原為銀行臨櫃行員，後來被轉往本部的稽核班，相當喜歡之前的櫃員工作，對於職場中不合理的部分常會想仗義直言而想說出來，上司相馬總是要她在講之前先深呼吸。口頭禪為「請恕我直言…」
- 相馬健 - 上川隆也（香港配音：陳廷軒）（第一、二季） / 山本耕史（第三季）[6]

舞的上司，先前也曾當過舞的上司，對於她直言的個性略感頭痛，偏好美食，常在去各分行稽核前調查當地的美食。
- 真藤毅 - 生瀬勝久（香港配音：朱子聰）（第一、二季）

常務執行董事，本部長，對於稽核班經常調查屬於自己派系的分行經理感到不悅，常指使其部下去觀察稽核班的作為。
- 昇仙峽玲子 - 菊地凛子（第三季）[6]

隸屬於本部經營企劃部。東京第一銀行首位女性董事。

### 東京第一銀行本部

#### 分行統合部
- 辛島伸二朗 - 榎木孝明（日语：榎木孝明）（香港配音：潘文柏）（第一、二季） / 神尾佑（第三季）

部長。提拔花咲舞到總行的人，認為他能仗義直言的個性可以改變銀行老舊而腐敗的職場亂象。
- 芝崎太一 - 塚地武雅（香港配音：蕭徽勇）（第一、二季） / 飯尾和樹（第三季）[7]

次長。平常負責派遣業務給臨店班，偶而抱怨花咲舞的個性讓他驚訝而吃不下飯，但總是邊說邊大口吃飯。

#### 經營企劃部
- 兒玉直樹 - 甲本雅裕（日语：甲本雅裕）（香港配音：張錦江）（第一、二季）

次長。真藤忠實的部下，對本部長相當服從略帶畏懼。
- 紀本平八 - 要潤（第三季）[7]

部長。

#### 高層主管
- 堂島正吾 - 石橋凌（第二季）

東京第一銀行専務董事。

#### 五反田分行
- 松木啟介 - 成宮寬貴（第二季）

五反田分行融資課員。相馬任職丸之內分行時期的部下。

### 其他
- 花咲幸三 - 大杉漣[8]（香港配音：招世亮）（第一、二季）

舞的父親，妻子於舞小時候過世，一身扛起扶養舞的重擔，獨立經營居酒屋「花咲」。
- 花咲健 - 上川隆也（第三季）[9]

舞的叔父。繼承兄長的居酒屋「花咲」。

### 各集角色
登場次數多於一次的人物皆在括號內註明集數。☆者為因不當行為而遭受懲戒處分的人物。

#### 第一季

##### 第1集
- 中島聰子（茅場町分行臨櫃行員，事務職一級）☆ - 木村佳乃（香港配音：陸惠玲）
- 矢島俊三（茅場町分行經理） - 羽場裕一（日语：羽場裕一）（香港配音：張炳強）
- 三上利治（「Yellow Chip」社長） - 本宮泰風（日语：本宮泰風）（香港配音：劉昭文）
- 園田充明（向島分行行長） - 大河內浩（日语：大河内浩）（第6話）（香港配音：盧國權）
- 吉田（茅場町分店營業課課長） - 住田隆（日语：住田隆）（香港配音：馮錦堂）
- 河本基（茅場町分行副經理） - 中脇樹人（香港配音：李錦綸）
- 田中（中野分行副經理） - 小澤日出晴（日语：小沢日出晴）（第5話）（香港配音：馮志輝）
- 齊藤茉莉奈（中島的同事） - 上間美緒（日语：上間美緒）（香港配音：何璐怡）
- 神田美步（中島的同事） - 松原夏海（香港配音：黃淑芬）
- 彩奈（中野分行櫃員，舞的友人） - 瀨戶早妃（第2、7話）（香港配音：柚子蜜）
- 佐藤亞紀（中野分行櫃員，舞的友人） - 田中小夏（日语：田中こなつ）（第2、5、6話）（香港配音：陳琴雲）
- 小林實花（前中野分行櫃員，舞的友人，因結婚而離職） - 綾那（第2話）（香港配音：劉惠雲）
- 田中幸子（中島的前同事，事務職一級） - 椿雪子（日语：椿ゆきこ）（香港配音：黃麗芳）
- 石井香織（中島的前同事，事務職一級） - 上原敦子（香港配音：曾秀清）
- 藤原清美（中島的前同事，事務職一級） - 高橋陽子（香港配音：吳羨婷）

##### 第2集
- 杉下祐一（青山分行融資課，婚介公司「葛蘭婚友社」的融資負責人） - 田中圭（香港配音：李鎮然）
- 新田隼夫（青山分行經理）☆ - 飯田基祐（日语：飯田基祐）（香港配音：陳欣）
- 島村雄太（警視廳刑事部捜査第二課警部補） - 岸祐二
- 宗方英司（「葛蘭婚友社」代表） - 橋本禎之（日语：橋本禎之）

##### 第3集
- 須賀住男（蒲田分行經理）☆ - 神保悟志（日语：神保悟志）（香港配音：陳永信）
- 金田孝弘（蒲田分行事務員） - 阿南健治（日语：阿南健治）（香港配音：李錦綸）
- 門脇銀次（蒲田分行營業課課長） - 中村靖日（日语：中村靖日）（香港配音：麥皓豐）
- 武内克美 / 鈴木浩（佯裝健康食品公司「荒磯之子」社長，實為騙子）☆ - 丸山智己（日语：丸山智己）（香港配音：黃啟昌）
- 川井妙子（蒲田分行臨櫃行員） - 奥田瓦麗塔（奥田ワレタ）（香港配音：梁少霞）
- 髙見澤栞（蒲田分行臨櫃行員） - 桂亞沙美（日语：桂亜沙美）（香港配音：吳羨婷）
- 石渡美波（蒲田分行臨櫃行員） - 彌香（香港配音：凌晞）

##### 第4集
- 中村京子（橫濱西分行經理）☆ - 戶田惠子（香港配音：許盈）
- 光岡和代（光岡的母親） - 秋本奈緒美（日语：秋本奈緒美）（香港配音：沈小蘭）
- 光岡久志（橫濱西分行融資課行員） - 吉村卓也（日语：吉村卓也）（香港配音：張方正）
- 荻野努（橫濱西分行融資課課長） - 木下鳳華（日语：木下ほうか）（香港配音：黃子敬）
- 尾見稔（尾見機械工業社長，光岡負責的融資企業） - 伊澤弘（日语：伊沢弘）（香港配音：林國雄）
- 岡崎菜央（橫濱西分行臨櫃行員） - 松浦雅（香港配音：黃昕瑜）

##### 第5集
- 青田作一（金融廳主任檢査官）☆ - 高杉亙（日语：高杉亘）（香港配音：蘇強文）
- 牧野敬一郎（中野分行經理） - 小木茂光（日语：小木茂光）（香港配音：葉振聲）
- 永瀬崇（中野分行融資課行員） - 田中幸太朗（日语：田中幸太朗）（香港配音：周倚天）
- 島崎圭子（中野分行臨櫃行員，小舞的友人） - 中村静香（香港配音：陳皓宜）
- 木村（中野分行融資課課長） - 石塚良博（香港配音：劉奕希）
- 石井（中野分行融資課行員） - 畑俊樹

##### 第6集
- 川島奈津子（京橋分行臨櫃行員，舞的友人）☆ - 前田亞季（香港配音：曾佩儀）
- 大前貢（本部人事部次長，京橋前分行長）☆ - 堀部圭亮（日语：堀部圭亮）（香港配音：陳欣）
- 井脇悟（京橋分行經理） - 佐藤裕（香港配音：陳永信）
- 高田友梨（小舞、奈津子與亞紀的同事） - 梅舟惟永（日语：梅舟惟永）（香港配音：成瑤孆）
- 内藤久美子（田園調布分行臨櫃行員） - 大森華惠（日语：大森華恵）（香港配音：謝潔貞）
- 乾美菜子（新宿南分行臨櫃行員） - 八木菜菜花（日语：八木菜々花）（香港配音：陳琴雲）
- 根岸萌（向島分行臨櫃行員） - 喜多陽子（日语：喜多陽子）（香港配音：陳皓宜）

##### 第7集
- 友田浩次郎（餐廳「東京達拉斯」老闆）☆ - 姜暢雄（香港配音：梁偉德）
- 若村良二（品川分行副經理）☆ - 野仲功（日语：野仲イサオ）（香港配音：張炳強）
- 八木康明（品川分行經理） - 菊池均也（日语：菊池均也）（香港配音：潘文柏）
- 大塚健人（「東京達拉斯」主廚） - 夕輝壽太（香港配音：關令翹）
- 秋山秀彦（餐廳「AKIYAMA」主廚兼老闆，前「東京達拉斯」主廚） - 伊藤高史（日语：伊藤高史）（香港配音：劉奕希）
- 難波剛士（品川分行融資課課長） - 大內厚雄（日语：大内厚雄）（香港配音：鄧志堅）
- 阿部祐樹（彩奈的交往對象） - 安居劍一郎（日语：安居剣一郎）（香港配音：李鎮然）

##### 第8集
- 秋本輝夫（京濱銀行久久原分行對外關係課行員）☆ - 桐山漣[注 1]（香港配音：李致林）
- 關口靜枝（東京第一銀行的前顧客，京濱銀行顧客） - 茅島成美（日语：茅島成美）（香港配音：林丹鳳）
- 東諒一（東京第一證券川崎分行經理，相馬的友人） - 鼓太郎（日语：鼓太郎）（香港配音：周倚天）

##### 第9集
- 伊丹清一郎（新宿分行融資課行員 → 本部人事課行員，伊丹集團小開）☆ - 平岡祐太（最終話）[注 2]（香港配音：周倚天）
- 羽田雅則（新宿分行融資課課長） - 入江雅人（日语：入江雅人）（香港配音：盧國權）
- 幸田義男（幸田産業社長） - 梨本謙次郎（日语：梨本謙次郎）（香港配音：黃子敬）
- 伏見崇（新宿分行營業課課長） - 山中崇（日语：山中崇）（香港配音：關令翹）
- 西野（本部融資部部長） - 小野了（日语：小野了）（香港配音：陳欣）
- 德山（新宿分行經理） - 永倉大輔（日语：永倉大輔）（香港配音：李錦綸）
- 中島英里子（新宿分行臨櫃行員） - 大村彩子（香港配音：梁少霞）
- 安川（新宿分行臨櫃行員） - 江田結香（日语：江田結香）（香港配音：葉曉欣）
- 齊藤（新宿分行融資課行員） - 高橋秀行（日语：高橋秀行）（香港配音：蘇強文）
- 伊丹清吾（伊丹集團會長） - 船越英一郎（日语：船越英一郎）（特別演出）（完結篇）（香港配音：陳永信）

##### 完結篇
- 坂田榮介（本部營業第二部次長） - 東根作壽英（日语：東根作寿英）（香港配音：麥皓豐）
- 中河勳（本部營業第二部部長） - 河野洋一郎（日语：河野洋一郎）（香港配音：盧國權）
- 龜田純一（本部營業第二部臨櫃行員）☆ - 和泉崇司（日语：和泉崇司）[注 3]（香港配音：黃積權）
- 井關（本部營業第二部臨櫃行員） - 向野章太郎（日语：向野章太郎）（香港配音：鄧志堅）
- 坂田美由紀（坂田的妻子） - 瑛蓮（香港配音：林元春）
- 三原（伊丹控股公司會計部部長） - 山本修夢（日语：山本修夢）（香港配音：李錦綸）
- 坂田菜菜美（坂田的女兒） - 矢崎由紗（日语：矢崎由紗）（香港配音：陳皓宜）

#### 第二季

##### 第1集
- 橋爪藤一（日本橋分行經理）☆ - 寺脇康文
- 北原有里（日本橋分行渉外課）☆ - 片瀬那奈
- 諸角博史（諸角産業社長） - 佐藤B作（日语：佐藤B作）
- 中村昌弘（日本橋分行渉外課長） - 小松和重（日语：小松和重）
- 辻本健二（草津分店的客人）☆ - 兒嶋一哉
- 早坂（草津分行經理） - 難波圭一

##### 第2集
- 中北友康（五反田分行經理）☆ - 金田明夫（日语：金田明夫）
- 安積尚人（安積屋商店社長） - 岡山一（日语：おかやまはじめ）
- 神谷宏昌（零售商「Coming Mart」社長） - 冨家規政（日语：冨家規政）

##### 第3集
- 吉川恭子（六本分行臨櫃行員）☆ - 內山理名
- 久保寺敏也（六本木分行經理） - 遠山俊也（日语：遠山俊也）
- 神田隆（六本木分行營業課長） - 正名僕藏（日语：正名僕藏）
- 馬場浩一（布蘭德吉社長）☆ - 袴田吉彦（日语：袴田吉彦）
- 伊澤良子（六本木分行臨櫃行員） - 宮地雅子（日语：宮地雅子）

##### 第4集
- 小見山巧（町田分行融資課課長）☆ - 渡邊一惠
- 春日直道（町田分行經理） - 山田純大（日语：山田純大）
- 前原美樹（町田分行融資課） - 中越典子

##### 第5集
- 青井省一（科技公司「Digital Bull」社長） - 石黑賢
- 石原由美（相馬的前妻） - 財前直見（友情演出）

##### 第6集
- 冰室瑛一（檢査部主任）☆ - 東幹久（日语：東幹久）
- 田山勝治（深川分行經理）☆ - 石橋保（日语：石橋保）
- 江藤尚人（深川分行融資課） - 笠原秀幸（日语：笠原秀幸）
- 北村由紀彦（深川分行融資課課長） - 土屋裕一（日语：土屋裕一）

##### 第7集
- 葛西紀夫（品川物流社長）☆ - 戶次重幸
- 門田征二（五反田分行融資課長）☆ - 音尾琢真
- 竹内和義（五反田分行經理） - 每度豐（日语：まいど豊）（本名：前田豐）
- 齋藤香苗（五反田分行事務員） - 山下裕子（日语：山下裕子）
- 澤田茂（澤田建業社長） - 野添義弘（日语：野添義弘）
- 沙羅（天堂酒店陪酒小姐） - 小松彩夏
- 繪美里（天堂酒店陪酒小姐） - 丸高愛實

##### 第8集
- 磯部隆彦（前東京第一銀行行員） - 小市慢太郎
- 水原伍郎（川崎分行經理）☆ - 半海一晃（日语：半海一晃）
- 金田亮司（武藏小杉分行經理） - 森岡豐（日语：森岡豐）
- 岡村榮一郎（岡村鋼鐵社長） - 八十田勇一（日语：八十田勇一）
- 田川美枝子（虎之門分行融資課事務員） - 高橋瞳(高橋ひとみ)

##### 第9集
- 西原香澄（三鷹分行渉外課） - 中村友理
- 堀田真吾（三鷹分行融資課） - 和田正人
- 野口始（三鷹分行經理） - 佐戶井憲太（日语：佐戸井けん太）
- 小泉洋一（三鷹分行融資課課長） - 右近良之
- 川端道和（川端機械社長） - 吉滿寛人（日语：吉満寛人）

##### 第10集
- 三枝喬一（豐洲分行經理） - 津田寛治（日语：津田寛治）
- 中野秀夫（豐洲分行副經理） - 岸博之（日语：岸博之）
- 久我靖彦（時田玻璃前任董事） - 大和田獏（日语：大和田獏）
- 時田紀一郎（時田玻璃前任社長） - 山崎銀之丞（日语：山崎銀之丞）
- 時田恒夫（紀一郎的兒子） - 秋山大樹

##### 完結篇
- 芹澤龍一（東京第一銀行總行經理） - 村井國夫（日语：村井國夫）
- 真藤嘉子（真藤的妻子） - 大島智子（日语：大島さと子）
- 芹澤彌生（芹澤的妻子） - 長谷川稀世（日语：長谷川稀世）
- 西崎章人（藏中建設總務部長） - 近江谷太朗（日语：近江谷太朗）
- 荒木誠（秘書室長） - 大高洋夫（日语：大高洋夫）
- 根津京香 (授信審查課) -  栗山千明 第三季 第一集

## 製作群
- 原作：池井戶潤
  - 第一季：《不祥事》《銀行總務特命》（講談社文庫）
  - 第二季：《銀行仕置人》《銀行狐》《仇敵》《かばん屋の相続》《不祥事》
  - 第三季：《花咲舞無法沈默》《不祥事》
- 劇本
  - 第一季：松田裕子、江頭美智留（日语：江頭美智留）、梅田美香（日语：梅田みか）、橫田理惠
  - 第二季：松田裕子、梅田美香、橫田理惠
  - 第三季：松田裕子、冰川佳代（日语：ひかわかよ）
- 音樂：菅野祐悟、得田真裕
- 導演：南雲聖一（日语：南雲聖一）、佐久間紀佳、鈴木勇馬
- 主題歌
  - 第一季：西野加奈〈We Don't Stop〉（SME Records）
  - 第二季：福山雅治「I am a HERO」（日本索尼音樂）
- 劇本協力：哥丸由喜子
- 助理導演：西岡健太郎
- 標題：小林惠美
- 劇中料理：赤堀博美
- 總製作人
  - 第一季、第二季：伊藤響
  - 第三季：田中宏史
- 製作人
  - 第一季：加藤正俊
  - 第二季：加藤正俊、柳井久仁子
  - 第三季：小田玲奈、鈴木香織、能勢莊志
- 系列製作人：加藤正俊
- 企劃協助製作：玉江唯
- 助理製作：柳内久仁子（第一季）、森雅弘（AXON）
- 總括製作：鈴木香織
- 副製作人：白石香織
- 製作協助：AXON（日语：日テレアックスオン）
- 製作出品：日本電視台

## 播出日期與收視率

### 第一季
| 集數                                                     | 播出日期      | 中文標題                                                        | 日文標題 | 原作               | 劇本                | 導演       | 收視率     | 備注       |
| -------------------------------------------------------- | ------------- | --------------------------------------------------------------- | -------- | ------------------ | ------------------- | ---------- | ---------- | ---------- |
| 第1集                                                    | 2014年4月16日 | 池井戶潤筆下令人大快人心的女主角誕生！！ 尋找銀行消失的一百萬元 |          | 「激戰區」「多繳」 | 松田裕子 江頭美智留 | 南雲聖一   | 17.2%      | 延長10分鐘 |
| 第2集                                                    | 2014年4月23日 | 把上司的過錯當成下屬的責任…這樣是不對的！                       |          | 「幸福婚禮」       | 松田裕子 江頭美智留 | 南雲聖一   | 14.7%      |            |
| 第3集                                                    | 2014年4月30日 | 臨店VS缺德分行長！不得有無能部下！！                            |          | 「荒磯之子」       | 松田裕子            | 佐久間紀佳 | 15.4%      |            |
| 第4集                                                    | 2014年5月7日  | 年輕行員神秘失蹤 來到銀行的怪獸母親現身！！                     |          | 「怪獸」           | 梅田美香            | 南雲聖一   | 16.3%      |            |
| 第5集                                                    | 2014年5月14日 | 臨店vs金融廳檢察官 這樣的做法是不對的！！                       |          | 「主任檢察官」     | 梅田美香            | 佐久間紀佳 | 13.8%      |            |
| 第6集                                                    | 2014年5月21日 | 分行長對女性行員性騷擾！？同期的羈絆與舞的淚水                  |          | 「功能性銀行」     | 松田裕子            | 鈴木勇馬   | 16.0%      |            |
| 第7集                                                    | 2014年5月28日 | 恋愛的感覺！？查出涉嫌接受賄賂和以欺詐手法貸款的銀行員！！      |          | 「料理評論家」     | 梅田美香            | 佐久間紀佳 | 16.0%      |            |
| 第8集                                                    | 2014年6月4日  | 銀行經營不善而破產！？ 守護老奶奶的存款！！                     |          | 「發薪的陷阱」     | 橫田理惠            | 南雲聖一   | 15.8%      |            |
| 第9集                                                    | 2014年6月11日 | 新敵人是大企業的獨生子                                          |          | 「腐魚」           |                     | 佐久間紀佳 | 16.1%      |            |
| 完結篇                                                   | 2014年6月18日 | 這間銀行的做法是不對的！！                                      |          | 「不吉利的事件」   | 南雲聖一            | 18.3%      | 延長10分鐘 |            |
| 平均收視率 16.0%（收視率由Video Research於關東地區統計） |               |                                                                 |          |                    |                     |            |            |            |

### 第二季
| 各集                                                    | 播出日        | 中文標題                                           | 日文標題 | 原作                   | 劇本     | 導演       | 收視率 | 備註       |
| ------------------------------------------------------- | ------------- | -------------------------------------------------- | -------- | ---------------------- | -------- | ---------- | ------ | ---------- |
| 第1集                                                   | 2015年7月8日  | 請恕我直言！大快人心的女主角復活！！               |          | 「汲取」               | 松田裕子 | 南雲聖一   | 14.7%  | 延長10分鐘 |
| 第2集                                                   | 2015年7月15日 | 戀愛的預感！！融資回收過程中所隱藏的分行長惡行惡狀 |          | 「資金管理人」         | 松田裕子 | 南雲聖一   | 12.9%  |            |
| 第3集                                                   | 2015年7月22日 | 女行員身陷戀愛謊言中！！窗口裡消失的三百萬圓       |          | 「只在當時出現的現金」 | 松田裕子 | 鈴木勇馬   | 14.7%  |            |
| 第4集                                                   | 2015年7月29日 | 銀行發生跟蹤狂事件！被隱瞞的真相                   |          | 「跟蹤狂」             | 橫田理恵 | 佐久間紀佳 | 14.1%  |            |
| 第5集                                                   | 2015年8月5日  | 與前妻再次相遇！原因不明的融資！                   |          | 「密計」               | 梅田美香 | 南雲聖一   | 13.6%  |            |
| 第6集                                                   | 2015年8月12日 | 臨店班vs揭發惡名昭彰檢察官不可原諒的不法行為！     |          | 「營業稅」             | 松田裕子 | 佐久間紀佳 | 14.3%  |            |
| 第7集                                                   | 2015年8月19日 | 洩漏銀行情報！結束與機密資料管理人之間的戀情       |          | 「洩漏」               | 梅田美香 | 南雲聖一   | 15.6%  |            |
| 第8集                                                   | 2015年8月26日 | 分行行長遭到襲擊！隱藏在事件中的職場欺凌           |          | 「延後請示」           | 橫田理恵 | 佐久間紀佳 | 14.2%  |            |
| 第9集                                                   | 2015年9月2日  | 消失的一千萬票據…絕對要隱瞞的關係？                |          | 「票據的下落」         | 梅田美香 | 鈴木勇馬   | 15.0%  |            |
| 第10集                                                  | 2015年9月9日  | 銀行瀕臨關閉！以威脅文章來控訴分行行長的罪行！     |          | 「銀行狐」             | 松田裕子 | 南雲聖一   | 14.2%  |            |
| 完結篇                                                  | 2015年9月16日 | 疑似賄賂！銀行最大的危機                           |          | 「如磚頭一般」         | 松田裕子 | 南雲聖一   | 14.8%  | 延長10分鐘 |
| 平均收視率14.5%（收視率由Video Research於關東地區統計） |               |                                                    |          |                        |          |            |        |            |

### 第三季
| 集數                                                                      | 播出日期      | 中文標題 (friDay影音)  | 日文標題 | 原作                 | 劇本         | 導演     | 收視率 |
| ------------------------------------------------------------------------- | ------------- | ---------------------- | -------- | -------------------- | ------------ | -------- | ------ |
| 第1集                                                                     | 2024年4月13日 | 下一個敵人是女人?      |          | 电视剧原创故事       | 松田裕子     | 南雲聖一 | 7.8%   |
| 第2集                                                                     | 2024年4月20日 | 銀行的背叛!?           |          | 「たそがれ研修」     | 松田裕子     | 南雲聖一 | 6.9%   |
| 第3集                                                                     | 2024年4月27日 | 被玷污的夢想!?         |          | 「汚れた水に棲む魚」 | 冰川佳代     | 南雲聖一 | 7.0%   |
| 第4集                                                                     | 2024年5月04日 | 偶然重逢!?             |          | 「犬にきいてみろ」   | 松田裕子     | 山田信義 | 7.3%   |
| 第5集                                                                     | 2024年5月11日 | 在溫泉中上演的爭奪戰!? |          | 「湯けむりの攻防」   | 冰川佳代     | 山田信義 | 7.6%   |
| 第6集                                                                     | 2024年5月18日 | 未死的情人!?           |          | 「神保町奇譚」       | 松田裕子     | 南雲聖一 | 7.5%   |
| 第7集                                                                     | 2024年5月25日 | 犯罪動機與銀行有關!?   |          | 「暴走」             | 室岡ヨシミコ | 森雅弘   | 7.4%   |
| 第8集                                                                     | 2024年6月01日 | 來自亡者的彼岸花!?     |          | 「彼岸花」           | 松田裕子     | 南雲聖一 | 6.7%   |
| 第9集                                                                     | 2024年6月08日 | 再見了 指導班          |          | 「エリア51」         | 冰川佳代     | 森雅弘   | 6.4%   |
| 完結篇                                                                    | 2024年6月15日 | 小蝦米對抗大鯨魚       |          | 「小さき者の戦い」   | 松田裕子     | 南雲聖一 | 8.1%   |
| 平均收視率 7.3%（收視率由Video Research調查關東地區、家戶的即時統計資料） |               |                        |          |                      |              |          |        |

## 與原作不同處
- 舞的父親花咲幸三為連續劇原創角色。

## 外部連結
- 日本電視台官方網站（第一季） （页面存档备份，存于）（日語）
- 日本電視台官方網站（第二季） （页面存档备份，存于）（日語）
- 日本電視台官方網站（第三季） （页面存档备份，存于）（日語）

## 節目的變遷
| 日本電視台 週三連續劇                    | 日本電視台 週三連續劇                              | 日本電視台 週三連續劇                                         |
| ---------------------------------------- | -------------------------------------------------- | ------------------------------------------------------------- |
|                                          | 花咲舞無法沉默 （2014.04.16 - 2014.06.18）         |                                                               |
| 明天媽媽不在 （2014.01.15 - 2014.03.12） | ST 紅與白的搜查檔案 （2014.07.16 - 2014.09.17）    |                                                               |
| Dr.倫太郎 （2015.04.15 - 2015.06.17）    | 花咲舞無法沉默（續篇） （2015.07.08 - 2015.09.16） | 偽裝的夫婦 （2015.10.07 - 2015.12.09）                        |
| 日本電視台 週六九點連續劇                |                                                    |                                                               |
| -                                        | 花咲舞無法沉默2024 （2024.04.13 - 2024.06.15）     | GO HOME～警視廳身份不明人相談室～ （2024.07.13 - 2024.09.28） |

| 緯來日本台 週一至週五 20:00至22:00            | 緯來日本台 週一至週五 20:00至22:00                      | 緯來日本台 週一至週五 20:00至22:00         |
| --------------------------------------------- | ------------------------------------------------------- | ------------------------------------------ |
|                                               | （2014.08.19 - 2014.09.02）                             |                                            |
| （2014.08.04 - 2014.08.19）                   | （2014.09.02 - 2014.09.15）                             |                                            |
| 週一至週五 22:00至00:00 6月9日及10日 暫停播映 |                                                         |                                            |
| （2016.05.24 - 2016.06.07）                   | （2016.06.08 - 2016.06.16） （2016.06.17 - 2016.07.01） | 99.9不可能的翻案 （2016.07.04 - 2016.07.15） |
| 週一至週五 21:00至22:00                       |                                                         |                                            |
| 明星經紀人 （2017.02.02 - 2017.02.15）        | （2017.02.16 - 2017.03.06）                             | 女王的營養午餐 （2017.03.07 - 2017.03.20） |
| 緯來日本台 每週一至五 22:00 - 23:00           |                                                         |                                            |
| 姊姊的戀人 （2024.05.27 - 2024.06.06）        | 正義行員花咲舞 （2024.06.07 - 2024.06.21）              | 9 Border （2024.06.24 - 2024.07.05）       |

| 香港 TVB日劇台 星期日 15:30 - 17:25/17:30、19:30 - 21:30及23:30 - 01:30                                                                                              | 香港 TVB日劇台 星期日 15:30 - 17:25/17:30、19:30 - 21:30及23:30 - 01:30 | 香港 TVB日劇台 星期日 15:30 - 17:25/17:30、19:30 - 21:30及23:30 - 01:30 |
| --- | ----------------------------------------------------------------------- | ----------------------------------------------------------------------- |
| | （2015.04.05 - 2015.05.03）                                             |                                                                         |
| -家族狩獵-（14:00 - 16:00） （2015.03.01 - 2015.03.29） 你們被包圍了（16:00 - 18:30） （2015.02.15 - 2015.03.29）                                                    | （2015.05.10） （2015.05.17 - 2015.06.14）                              |                                                                         |
| 香港 無綫電視J2 星期日 09:00 - 10:05及22:35 - 23:40 9月20日 09:00 - 10:15及22:35 - 23:45 11月15日 09:00 - 10:05及22:45 - 23:50 11月22日 09:00 - 10:15及22:45 - 00:00 |                                                                         |                                                                         |
| （2015.07.05 - 2015.09.13） | （2015.09.20 - 2015.11.22）                                             | （2015.11.29 - 2016.01.31）                                             |